# Oliver Dragojević
Oliver Dragojević (Split, 1947. december 7. – 2018. július 29.) horvát énekes.

## Diszkográfia
- 1975 Ljubavna pjesma
- 1976 Našoj ljubavi je kraj
- 1976 Split 76'
- 1977 Malinkonija
- 1978 Poeta
- 1979 Vjeruj u ljubav
- 1980 Oliver 5
- 1981 Đelozija
- 1982 Jubavi, jubavi
- 1984 Evo mene među moje
- 1985 Svoju zvizdu slidin
- 1986 Za sva vrimene
- 1987 Oliver
- 1987 Pionirsko kolo
- 1988 Svirajte noćas za moju dušu
- 1989 Oliver u HNK
- 1991 Jedina
- 1992 Teško mi je putovati
- 1994 Neka nova svitanja
- 1994 Sve najbolje
- 1995 Vrime
- 1996 Oliver u Lisinskom
- 1997 Duša mi je more
- 1998 Štorija 1
- 1998 Štorija 2
- 1998 Štorija 3
- 1998 Štorija 4
- 1998 Štorija 5
- 2000 Dvi, tri riči
- 2001 Oliver u Areni
- 2002 Trag u beskraju
- 2003 Vjeruj u ljubav 2003
- 2005 Vridilo je
- 2006 The platinum collection